# Vohilava (Mananjary)
Vohilava è una città e comune del Madagascar situata nel distretto di Mananjary, regione di Vatovavy-Fitovinany. 
La popolazione del comune rilevata nel censimento 2001 era pari a 32 000 unità.